# Eben Dugbatey
Eben Dugbatey, właśc. Ebenezer Dorkutso Dugbatey (ur. 31 lipca 1973 w Akrze) – ghański piłkarz grający na pozycji pomocnika. W reprezentacji Ghany rozegrał 8 meczów.

## Kariera klubowa
Karierę piłkarską Dugbatey rozpoczął w klubie Hearts of Oak z miasta Akra. W jego barwach zadebiutował w 1989 roku w ghańskiej Premier League. W Hearts of Oak grał do 1994 roku. W 1990 roku wywalczył z Hearts of Oak mistrzostwo Ghany, a w 1994 roku zdobył z nim Puchar Ghany.
Latem 1994 Dugbatey wyjechał do Turcji i został piłkarzem tamtejszego Samsunsporu. Przez rok rozegrał w nim 4 ligowe mecze, a w 1995 roku przeszedł do szwajcarskiego drugoligowca, FC Solothurn. W 1997 roku krótko grał we włoskim amatorskim klubie Casa Pia Calcio.
W 1997 roku Dugbatey został piłkarzem francuskiego FC Lorient. W 1998 roku awansował z nim z Ligue 2 do Ligue 1. Z kolei w 1999 roku powrócił z Lorient do drugiej ligi Francji. W 2000 roku został na rok wypożyczony do belgijskiego RAA Louviéroise. W sezonie 2001/2002 grał w rezerwach Lorient, a karierę kończył w 2003 roku w Cambridge United.

## Kariera reprezentacyjna
W reprezentacji Ghany Dugbatey zadebiutował w 1998 roku. W 2000 roku był powołany do kadry na Puchar Narodów Afryki 2000. Na tym turnieju rozegrał 2 mecze: z Togo (2:0), w którym dostał czerwoną kartkę i ćwierćfinale z Republiką Południowej Afryki (0:1). W kadrze narodowej od 1998 do 2000 roku rozegrał 8 meczów.